# Euthalia amlana
Euthalia amlana är en fjärilsart som beskrevs av Numalon 1970. Euthalia amlana ingår i släktet Euthalia och familjen praktfjärilar. Inga underarter finns listade i Catalogue of Life.